# Nora Lancaster
Pour les articles homonymes, voir Lancaster.
Nora Lancaster (1882-1968) est une actrice britannique, active pendant la période du muet.

## Biographie
Nora Lancaster joue pour la première fois en 1901 avec la compagnie de Sir George Alexander (en). Elle joue ensuite brièvement avec la troupe de Sir Henry Irving et fait une tournée en Amérique du Nord. En 1909, elle rejoint la troupe de Frank R. Benson (en).

## Filmographie partielle
- 1911 : Julius Caesar de Frank R. Benson (en)
- 1911 : Macbeth de Will Barker